# لاري داف
لاري داف (بالإنجليزية: Larry Duff)‏ هو لاعب كرة قاعدة أمريكي، ولد في 20 نوفمبر 1896 في Radersburg, Montana ‏ في الولايات المتحدة، وتوفي في 10 نوفمبر 1969 في بيند في الولايات المتحدة.

## وصلات خارجية
- لاري داف على موقعبيزبول رفرنس.كوم (الدوري الرئيسي) (الإنجليزية)